# Xã Lakeport, Quận Hubbard, Minnesota
Xã Lakeport (tiếng Anh: Lakeport Township) là một xã thuộc quận Hubbard, tiểu bang Minnesota, Hoa Kỳ. Năm 2010, dân số của xã này là 845 người.